# Antología de la Zarzuela
Antología de la Zarzuela fue un programa de televisión de España, dirigido por Fernando García de la Vega, que se emitió por La 1 de TVE en la temporada 1979-1980.

## Formato
El programa estaba integrado por una serie de sketches, inconexos entre sí, en los que se representaban fragmentos sueltos de algunas de las más famosas Zarzuelas españolas. Eran interpretados por actores profesionales, pero para las voces se usaba la técnica del playback, de modo que las voces pertenecían a cantantes líricos y no a los actores que aparecían en pantalla. Respondía a una mecánica análoga al programa predecesor, Escala en hi-fi, pero en lugar de música pop, con un contenido perteneciente al género chico.

## Zarzuelas
Entre otras, se representaron fragmentos de las siguientes zarzuelas:
- Agua, azucarillos y aguardiente
- Don Gil de Alcalá
- El amigo Melquíades
- El año pasado por agua
- El barberillo de Lavapiés
- El cabo primero
- El chaleco blanco
- El dúo de la africana
- El húsar de la guardia
- El niño judío
- El pobre Valbuena
- El tambor de granaderos
- Gigantes y cabezudos
- Jugar con fuego
- La alegría del batallón
- La chula de Pontevedra
- La corte del faraón
- La del soto del Parral
- La Gran Vía
- La verbena de la Paloma
- La viejecita
- Los cadetes de la reina
- Los diamantes de la corona
- Los gavilanes
- Los sobrinos del Capitán Grant
- Maruxa
- Pan y toros

## Actores
Participaron en el programa, entre otros, los siguientes actores:
- Antonio Garisa
- Alfonso del Real
- Ángel de Andrés
- Azucena Hernández
- Blaki
- Fedra Lorente
- Francisco Cecilio
- Joaquín Kremel
- Manuel Gallardo
- María Kosty
- Mary Begoña
- Norma Duval
- Pedro Osinaga
- Pepe Ruiz
- Queta Claver